# Canne-épée

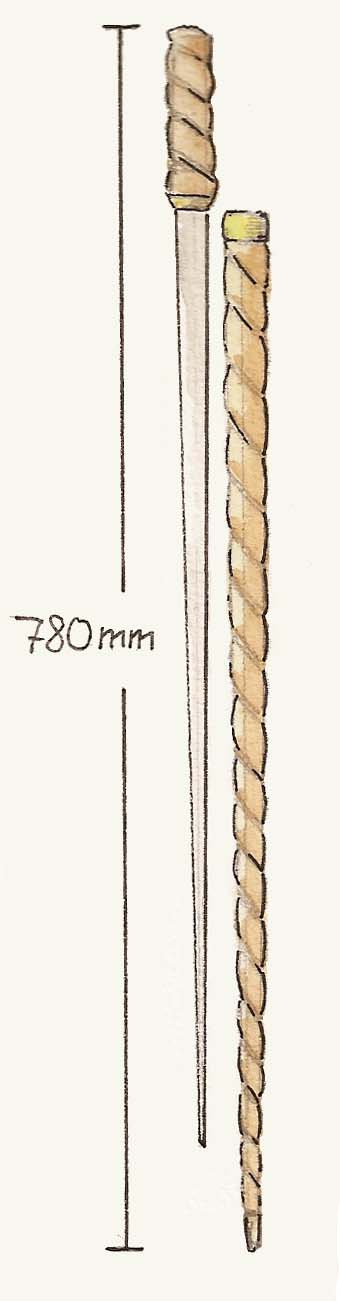
Dessin d'une canne-épée (épée et fourreau)

La canne-épée (ou canne à épée, ou encore canne fourrée) est une canne creuse armée d'une lame intérieure fixée à la poignée.
Sur ce principe existent d'autres cannes armées comme la canne-sabre et la canne à dard.
La canne par elle-même est souvent en bois de  noisetier qui est percé pour faire place à la lame.

## Historique
Au cours de la période révolutionnaire, le port des armes blanches étant interdit, l'usage de la canne-épée, en raison de la dissimulation de la lame dans un objet courant, se répand dans la société.
Au XIXe siècle, elle bénéficie de l'engouement pour la canne en tant que  complément vestimentaire et fait fureur à la Belle Époque.

## Réglementation des armes

### France
En France, la canne-épée, qui est une arme blanche potentiellement létale camouflée, est considérée comme une arme de catégorie D (art. R311-1 du Code de la Sécurité Intérieure) qui peut être achetée et détenues librement sous conditions.

## Anecdote historique

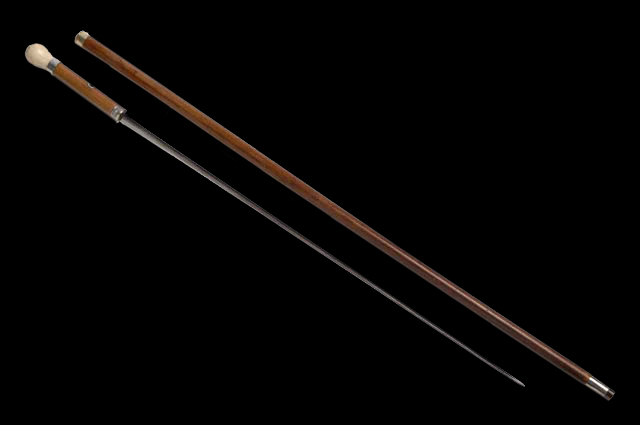
Canne-épée du XIXe siècle.
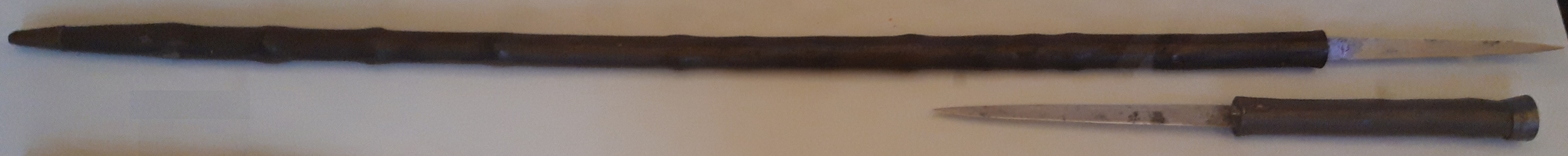
Canne-épée ayant appartenu à Jean-Marie Roland de La Platière (1734 - 1793) et dont les deux parties comportent une lame. Musée des Antiquités de Rouen.

- Jean-Marie Roland de La Platière s'est suicidé avec sa canne-épée après l'exécution de sa femme lors de la Révolution française.
- Le 2 mars 1872, lors d'un dîner des Vilains Bonshommes, Arthur Rimbaud, mis à la porte par le photographe Étienne Carjat pour avoir scandé « merde » pendant qu'on récitait des vers, l'attend dans la rue et le blesse avec une canne-épée.